# Ungerdorf
Ungerdorf  är en ort i kommunen Gleisdorf i distriktet Weiz i förbundslandet Steiermark i Österrike. Ungerdorf var tidigare en självständig kommun, men blev den 1 januari 2015 en del av kommunen Gleisdorf.